# 因达亚尔
因达亚尔是巴西圣卡塔琳娜州的一个市镇。总面积430.534平方公里，总人口47686人，人口密度110.8人/平方公里。